# Willa Bajerleina w Poznaniu
Willa Bajerleina w Poznaniu (także: Beierleina, Bayerleina) – zabytkowy, historyzujący dom (willa miejska) w Poznaniu przy ul. Różanej 13 (róg Żupańskiego) na Wildzie. Obiekt charakteryzuje się nieszablonową dekoracją sztukateryjną i ciekawymi rozwiązaniami formalnymi elewacji. Stanowi nietypowy dla tej części Wildy przykład zabudowy willowej.

## Bamberska geneza
Rodzina Bajerleinów wywodziła się z poznańskich Bambrów, których potomkowie, w początkach XX wieku, zbudowali wiele okazałych kamienic. Michał Bajerlein aktywnie włączał się w życie społeczne Wildy, m.in. w 1923 ufundował drewnianą ambonę dla Kościoła Zmartwychwstańców.

## Historia
Willa przy ul. Różanej 13 została wybudowana w 1903 w niewielkim ogrodzie, na jaki pozwalały ścisłe plany rozwoju dzielnicy (w zasadzie nie przewidywano tutaj zabudowy innej niż kamienice). W początkach XX wieku rejon ten ulegał intensywnej zabudowie, m.in. w pobliżu (ul. św. Czesława) powstało wcześniej pierwsze spółdzielcze osiedle w Poznaniu, zrealizowane przez Spar- und Bauverein.

## Architektura
Najbardziej charakterystycznym elementem, otynkowanej na żółto, elewacji willi jest figura Michała Archanioła (patrona fundatora). Stoi ona w specjalnej kaplicy (aediculi), wspartej na kolumnie toskańskiej. Figura została zakupiona przez Michała Bajerleina w 1900 na wystawie światowej w Paryżu i przewieziona do Poznania z myślą o ustawieniu w tym właśnie miejscu. Założeniu centralnemu (z kapliczką) podporządkowano wystrój całej fasady i innych elementów dekoracyjnych. Dzięki temu tworzy ona niepowtarzalną i jednolitą kompozycję w stylu historycznym, wpisując się w program zabudowy Wildy okazałymi kamienicami tego rodzaju.
Poniżej figury Michała Archanioła znajduje się, wkomponowana w trzon kolumny, ikona Matki Boskiej Częstochowskiej (prawdopodobnie późniejsza).
Według Marcina Libickiego kompozycja i usytuowanie willi względem kontekstu urbanistycznego jest mistrzowskim przykładem rozwiązania tego rodzaju zadania.

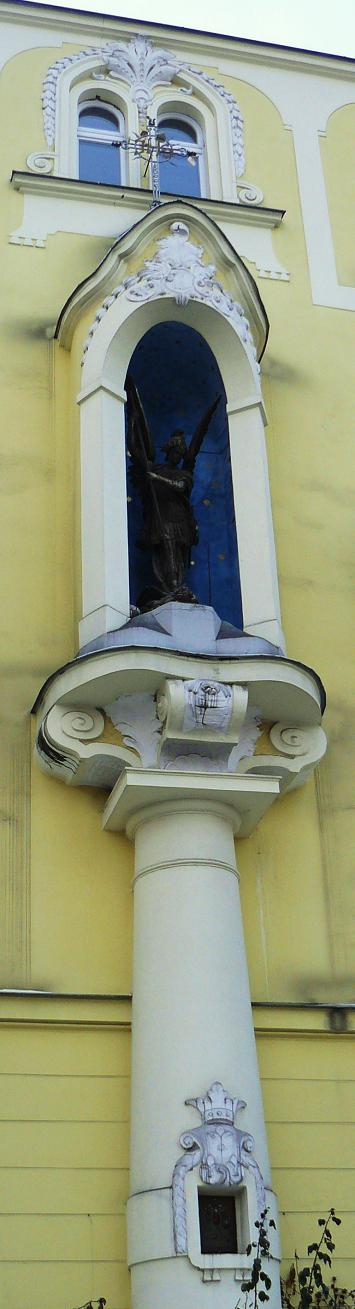
kaplica
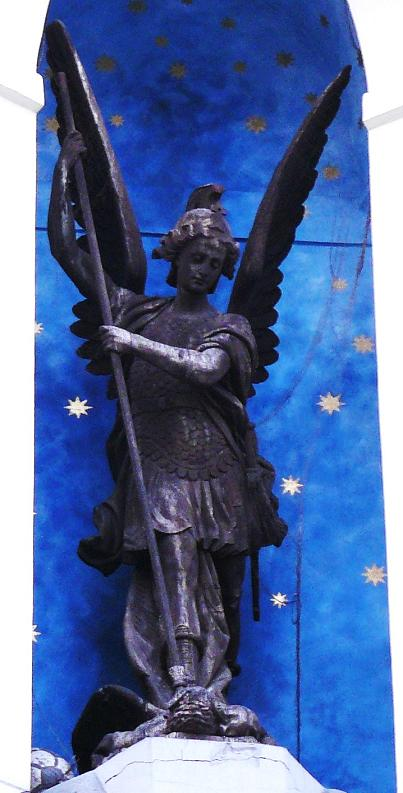
figura Michała Archanioła
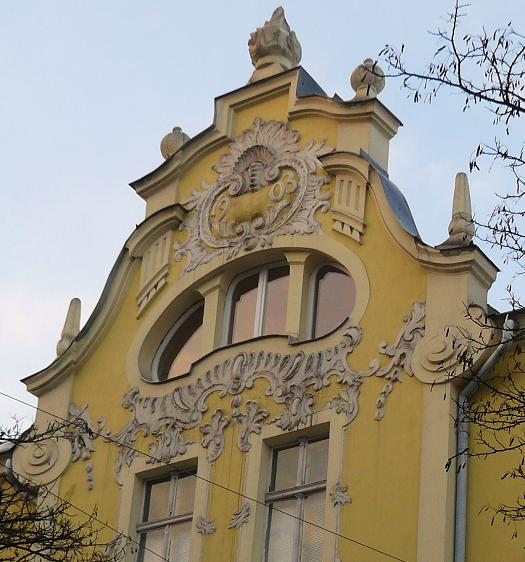
detal

## Dojazd
Dojazd zapewniają tramwaje MPK Poznań linii 2 i 9 (przystanek Różana).